# Tête des Chats
La tête des Chats est un sommet du massif des Vosges culminant à 1 082 mètres d'altitude.

## Toponymie
La montagne est indiquée sous le nom de Signal du Bonhomme sur la carte d'état-major (1820-1866).
Tête désigne un sommet remarquable associé à une proéminence dont la partie supérieure prend le plus souvent une forme arrondie.

## Géographie

### Situation

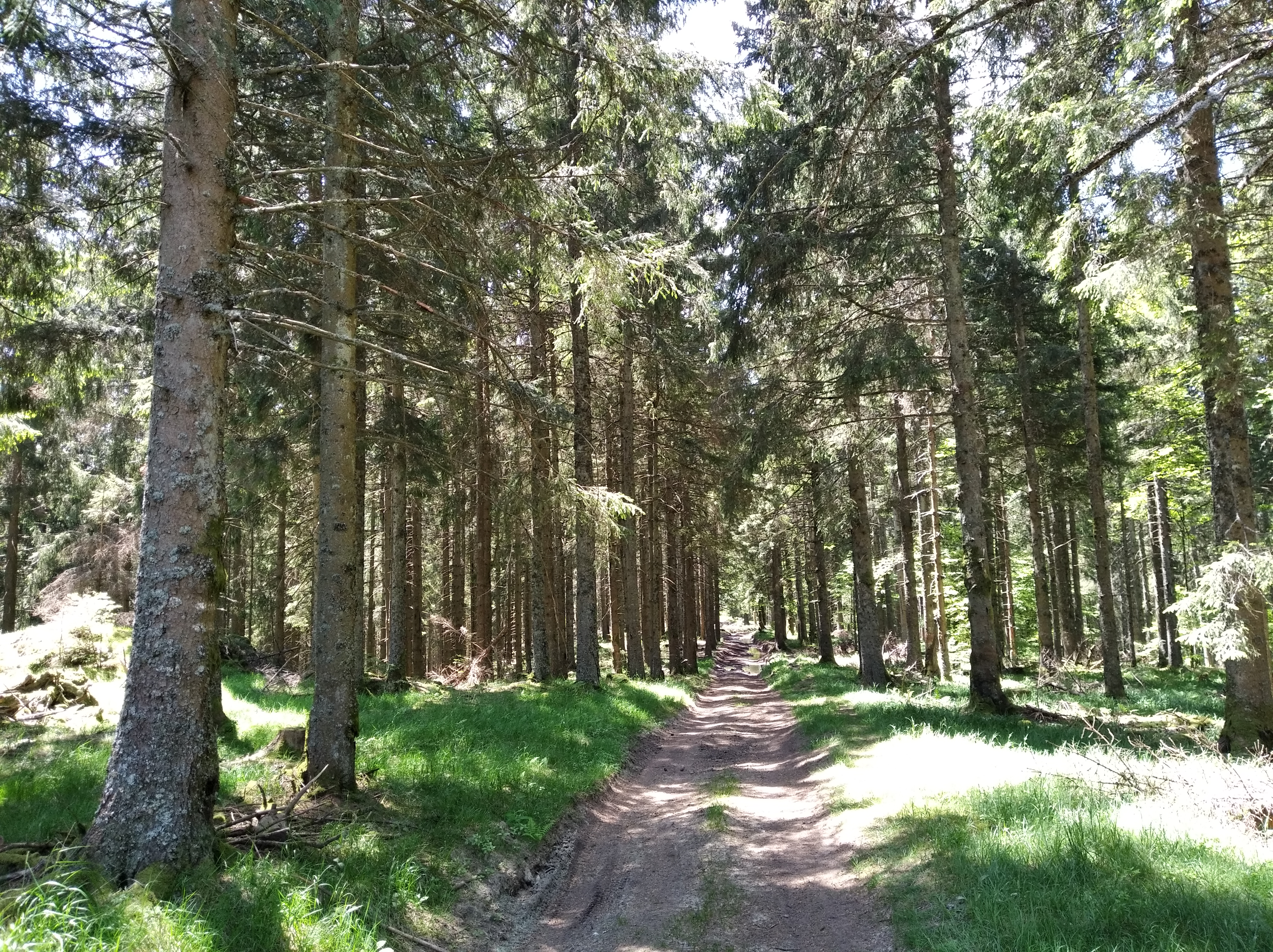
Forêt et chemin forestier au sommet de la tête des Chats.

La tête des Chats est une montagne faisant office de frontière naturelle entre les départements du Haut-Rhin (Alsace) et des Vosges (Lorraine). Son versant occidental se trouve dans la commune de La Croix-aux-Mines et son versant oriental s'étend sur celle de Sainte-Marie-aux-Mines et du Bonhomme.

### Géologie
Le sous-sol est constitué de granite.

## Histoire
Au cours de la Première Guerre mondiale, le 4 décembre 1914, la hauteur qui surplombe la crête frontière est prise par les troupes françaises.

## Activités

### Sports d'hiver
La tête des Chats comprend les trois pistes de ski alpin de la station des Bagenelles dont elle constitue le point culminant. La remontée mécanique installée sur les pentes du sommet est dénommée Graine-Johé et a été construite en 1971,.

### Randonnée
Elle est accessible via différents sentiers de randonnée balisés par le Club vosgien, notamment depuis le col des Bagenelles et le col du Pré de Raves sur la route des Crêtes.